# 广州路
广州路是中國元朝时设置的一个行政区——路。
元世祖至元十五年（1278年）设置广州路。治所在今广东省广州市。县七：南海县、番禺县、东莞县、增城县、香山县、新会县、清远县。相当于今天清远市、佛冈县、新丰县以南，龙门县、增城區、东莞市以西，佛山市三水区、江门市、台山市以东，南到南海，包括深圳市、中山市、珠海市、香港、澳门等地。
明朝洪武元年（1368年），改为广州府。